# Aepyceros
Az Aepyceros az emlősök (Mammalia) osztályának párosujjú patások (Artiodactyla) rendjébe, ezen belül a tülkösszarvúak (Bovidae) családjába tartozó nem.
Az impalaformák (Aepycerotinae) alcsaládjának az egyetlen neme.

## Rendszerezés
A nembe az alábbi 1 élő faj és 1 fosszilis faj tartozik:
- †Aepyceros datoadeni Geraads, Bobe & Reed, 2012[4]
- impala (Aepyceros melampus) (Lichtenstein, 1812)